# (197189) Raymond
(197189) Raymond ist ein Asteroid des äußeren Hauptgürtels, der am 19. Oktober 2003 im Rahmen des Sloan Digital Sky Surveys am 2,5-Meter-Ritchey-Chrétien-Reflektor des Apache-Point-Observatoriums (IAU-Code 645) in New Mexico entdeckt wurde.
Der mittlere Durchmesser des Asteroiden wurde grob mit 3,351 km (± 1,278) berechnet, die Albedo ebenfalls grob mit 0,109 (± 0,059).
(197189) Raymond wurde am 17. November 2013 nach dem irisch-US-amerikanischen Astronomen Sean N. Raymond (* 1977) benannt.